# یواس‌اس رانر (اس‌اس-۲۷۵)
یواس‌اس رانر (اس‌اس-۲۷۵) (به انگلیسی: USS Runner (SS-275)) یک زیردریایی بود که طول آن ۳۱۱ فوت ۹ اینچ (۹۵٫۰۲ متر) بود. این زیردریایی در سال ۱۹۴۲ ساخته شد.